# Uchechi Treasure Okonkwo
Pour les articles homonymes, voir Okonkwo.
 (juin 2025).
La mise en forme du texte ne suit pas les recommandations de Wikipédia : il faut le « wikifier ».
Les points d'amélioration suivants sont les cas les plus fréquents. Le détail des points à revoir est peut-être précisé sur la page de discussion.
- Les titres sont pré-formatés par le logiciel. Ils ne sont ni en capitales, ni en gras.
- Le texte ne doit pas être écrit en capitales (les noms de famille non plus), ni en gras, ni en italique, ni en « petit »…
- Le gras n'est utilisé que pour surligner le titre de l'article dans l'introduction, une seule fois.
- L'italique est rarement utilisé : mots en langue étrangère, titres d'œuvres, noms de bateaux, etc.
- Les citations ne sont pas en italique mais en corps de texte normal. Elles sont entourées par des guillemets français : « et ».
- Les listes à puces sont à éviter, des paragraphes rédigés étant largement préférés. Les tableaux sont à réserver à la présentation de données structurées (résultats, etc.).
- Les appels de note de bas de page (petits chiffres en exposant, introduits par l'outil «  Source ») sont à placer entre la fin de phrase et le point final[comme ça].
- Les liens internes (vers d'autres articles de Wikipédia) sont à choisir avec parcimonie. Créez des liens vers des articles approfondissant le sujet. Les termes génériques sans rapport avec le sujet sont à éviter, ainsi que les répétitions de liens vers un même terme.
- Les liens externes sont à placer uniquement dans une section « Liens externes », à la fin de l'article. Ces liens sont à choisir avec parcimonie suivant les règles définies. Si un lien sert de source à l'article, son insertion dans le texte est à faire par les notes de bas de page.
- La présentation des références doit suivre les conventions bibliographiques. Il est recommandé d'utiliser les modèles {{Ouvrage}}, {{Chapitre}}, {{Article}}, {{Lien web}} et/ou {{Bibliographie}}. Le mode d'édition visuel peut mettre en forme automatiquement les références.
- Insérer une infobox (cadre d'informations à droite) n'est pas obligatoire pour parachever la mise en page.

Pour une aide détaillée, merci de consulter Aide:Wikification.
Si vous pensez que ces points ont été résolus, vous pouvez retirer ce bandeau et améliorer la mise en forme d'un autre article.
Uchechi Treasure Okonkwo (née le 12 octobre 2010) également connue sous le nom d' Adakirikiri, est une actrice, chanteuse de gospel, auteur-compositeur, productrice et danseuse nigériane. Elle a commencé sa carrière dans la musique gospel, attirant l’attention avec son single à succès « Okeosisi », qui a dépassé les deux millions de vues sur YouTube. Uchechi s’est ensuite tournée vers le métier d’actrice, apparaissant d’abord en tant qu’enfant actrice dans des rôles secondaires dans la mini-série comique Chief Imo & Adakirikiri diffusée sur Africa Magic (2015–2017).
Depuis, elle a tenu des rôles principaux dans divers films romantiques dramatiques nigérians et ghanéens, notamment The Good Doctor (2021), où elle a partagé l’affiche avec Jackie Appiah, ainsi que Saving Rose (2021), Woman Power (2023), dans lequel elle est apparue aux côtés de Destiny Etiko, Iman (2023), et This Very Christmas (2024). En 2024, elle a été reconnue comme Meilleure actrice adolescente à la fois au Nollywood Travel Film Festival et au Nollywood & African Films Investment Summit & Awards.

## Jeunesse et éducation
Uchechi est née le 12 octobre 2010 à Owerri, dans l'État d'Imo, au sud-est du Nigeria. Elle est la fille du producteur de films Okonkwo Chijioke Junior et de Eze Ogechi Patience. Ses deux parents travaillent dans l'industrie cinématographique : son père en tant que producteur, et sa mère en tant que productrice et directrice de production. Elle a commencé sa scolarité à Merit International Nursery and Primary School à Owerri. Après le déménagement de sa famille à Enugu, elle a poursuivi une partie de son enseignement secondaire à Prime College, Enugu. La famille est ensuite retournée dans l'État d'Imo, où elle a continué ses études à SIV Gold Model Secondary School.

## Carrière
2015–2020 : Révélation musicale
Uchechi a commencé sa carrière sur YouTube à l’âge de huit ans, se produisant en tant qu’humoriste et chanteuse gospel sous le nom d’Ada Kirikiri. Elle s’est fait remarquer en reprenant des chansons d’artistes gospel populaires tels que Chioma Jesus et Mercy Chinwo. À la même période, elle est apparue dans la mini-série comique Chief Imo and Adakirikiri diffusée sur Africa Magic Igbo sur DStv. À l’été 2020, elle a sorti le single gospel Okeosisi, qui a récolté plus de deux millions de vues sur YouTube.
2021–présent
"Le premier rôle principal d'Uchechi Treasure était celui d'Elle dans The Good Doctor, qui a été présenté en première au Black Star International Film Festival en mars 2021", aux côtés de l'actrice ghanéenne Jackie Appiah. Le même mois, elle a décroché un rôle principal dans le drame romantique Saving Rose. À l'âge de 13 ans, elle avait construit une filmographie croissante, avec des apparitions dans des titres tels que Lingering Pain (2021), Daddy's Angels (2023), Woman Power (2023), et A Piece of Me (2024), où elle est apparue aux côtés de Regina Daniels,.
En 2023, elle a joué le rôle principal dans le drame Iman de Rok Studios, et en 2024, elle a joué dans le drame familial de Noël This Very Christmas, aux côtés de Patience Ozokwor et Toosweet Annan. En 2024, elle a reçu le prix de la meilleure actrice adolescente aux Nollywood Travel Film Festival Awards qui se sont tenus en Italie,.

## Discographie

### Simple
| Année | Titre                              |
| ----- | ---------------------------------- |
| 2019  | Chanson de l'unité                 |
| 2020  | Obiliwo                            |
| 2020  | Jésus                              |
| 2020  | Okeosisi                           |
| 2020  | Un avec Dieu                       |
| 2021  | Nom puissant                       |
| 2022  | Omewo Ya                           |
| 2022  | Tu regardes au-delà                |
| 2022  | Je suis Mma                        |
| 2022  | Remix d'Ekweme                     |
| 2022  | Hossana Diri Eze                   |
| 2022  | Si non, sois Dieu                  |
| 2022  | Ekele Juru Onum                    |
| 2023  | Papa qui chouchoute                |
| 2023  | Eze Mmuo remix ft. ( Henry Sopulu) |

### Musique de film
- This Very Christmas (2024)

## Filmographie

### Film
| Year | Film                            | Role           | Genre                   |
| ---- | ------------------------------- | -------------- | ----------------------- |
| 2021 | The Good Doctor                 | Elle           | Drama                   |
| 2021 | Saving Rose                     | Rose           | Drama                   |
| 2021 | Shining Light                   |                | Drama                   |
| 2022 | Lingering Pain                  | Ozioma         | Comedy, Romance         |
| 2022 | Ziora                           | ziora          | Romance                 |
| 2022 | April                           | Kamsi          | Romance, Fantasy        |
| 2022 | Dry Leaves                      |                | Romance, Drama          |
| 2022 | Couple Rivalry                  | Victoria       | Drama                   |
| 2022 | Perfect Plan                    | Nonso          | Drama                   |
| 2023 | One in a Million                | Young Marygret | Drama                   |
| 2023 | Iman                            | Iman           | Tv Drama                |
| 2023 | Love with a taint               | Precious       | Drama                   |
| 2023 | Tales of Nmasi                  | Nmasi          | Drama                   |
| 2023 | My Co Wife 1 - 3                |                | Family Drama            |
| 2023 | Whispers In My Ear              | Yagazie        | Drama                   |
| 2023 | Game's Up                       | Beverly        | Romance, Drama          |
| 2023 | Nnajulu                         | Nnajulu        | Family Drama            |
| 2023 | Premonition                     | Sandra         | Drama                   |
| 2023 | Daddy's Angels                  | Clara          | Drama                   |
| 2023 | Dark Intent                     | Maya           | Drama                   |
| 2023 | Fate of My Home                 | Amara          | Drama                   |
| 2023 | Love's Lies                     | Avril          | Drama                   |
| 2023 | Helena's Quest                  | Adaolisa       | Drama                   |
| 2023 | Woman Power                     | Ada            | Action, Drama           |
| 2023 | Pandora's Box                   | Adora          | Drama                   |
| 2024 | Cupid's Arrow                   | Annabel        | Drama                   |
| 2024 | This Very Christmas             | Kathie         | Family Drama            |
| 2024 | In My Circle                    | Chiazokam      | Drama                   |
| 2024 | Ahanna                          | Princess       | Action, Drama, Thriller |
| 2024 | Cara's Pain                     | Cara           | Drama                   |
| 2024 | I See You                       | Ivy            | Drama, Romance          |
| 2024 | Hustle                          | Akunne         | Drama                   |
| 2024 | What Happened to Keira Johnson? | Awele          | Drama                   |
| 2024 | Love's Route                    | Tega           | Drama, Romance          |
| 2024 | Jane's Ordeal 1 - 2             | Ella           | Drama                   |
| 2024 | My Mother & I                   | Peggy          | Drama                   |
| 2024 | Chief Williams Girls            | Obehi          | Family Drama            |
| 2024 | The curse                       | Sharon         | Drama                   |
| 2024 | The Switch                      | Chisimdi       | Family Drama            |
| 2024 | The Man In Her Life             | Ella           | Drama, Romance          |
| 2024 | Sole Mates                      | Dalu           | Drama, Romance          |
| 2024 | A Piece Of Me                   | Sherry         | Drama                   |
| 2025 | Fractured Identity              | Odinaka        | Drama, Romance          |

### Télévision
| Année     | Titre                   | Rôle        | Notes          |
| --------- | ----------------------- | ----------- | -------------- |
| 2015–2017 | Chef Imo et Adakirikiri | Adakirikiri | Rôle principal |

## Prix et nominations
| Année | Prix                                                                             | Catégorie                      | Résultat | Ref.   |
| ----- | -------------------------------------------------------------------------------- | ------------------------------ | -------- | ------ |
| 2024  | Prix du festival du film de voyage de Nollywood                                  | Meilleure actrice adolescente. | Lauréat  | [ 16 ] |
| 2024  | Sommet et récompenses sur l'investissement dans les films Nollywood et africains | Meilleure actrice adolescente. | Lauréat  | [ 16 ] |